# Кунигунда фон Катценелнбоген
Кунигунда фон Катценелнбоген (на немски: Kunigund von Katzenelnbogen; † сл. 1198) е графиня от Катценелнбоген и чрез женитба графиня на Графство Диц.

## Биография
Тя е дъщеря на граф Хайнрих II фон Катценелнбоген († 1160) и съпругата му Хилдегард фон Хенеберг († 1143/1144), дъщеря на граф Годеболд II фон Хенеберг, бургграф на Вюрцбург († 1144) и Лиутгард фон Хоенберг († 1145). Тя е сестра на Херман II фон Каценелнбоген († 1203), епископ на Мюнстер (1174 – 1203).
Кунигунда фон Катценелнбоген се омъжва за граф Хайнрих II фон Диц (* ок. 1142; † 1189), вторият син на граф Ембрихо II фон Диц († пр. 1145) и съпругата му Демудис фон Лауренбург.
Кунигунда наследява голяма собственост във Ветерау. По времето на Фридрих Барбароса графовете на Диц получават голямо влияние. Хайнрих II фон Диц придружава Барбароса в похода му в Италия и участва заедно със синът им Хайнрих III в дипломатически преговори. Другият им син Герхард II е в регентския съвет и кръга на възпитателите на Хайнрих VII Хоенщауфен.

## Деца
Кунигунда и Хайнрих II имат децата:
- Хайнрих III фон Диц (* ок. 1180; † сл. 1234), граф на Диц (1189 – 1234), основава 1208 линията Вайлнау, женен вероятно за фон Боланден
- Бертолдус комес де Дице († сл. 1192)
- Дитер фон Диц (* ок. 1180; † сл. 1204)
- Герхард I (II) фон Диц (* ок. 1185; † сл. 1228), граф на Диц (1189 – 1223), женен